# Anachis avara
Anachis avara är en snäckart som först beskrevs av Thomas Say 1822.  Anachis avara ingår i släktet Anachis och familjen Columbellidae.

## Underarter
Arten delas in i följande underarter:
- A. a. avara
- A. a. brasiliana